# Рани-Рерих, Девика
Девика Рани-Рерих (англ. Devika Rani Roerich, до 1945 года — Рани, при рождении — Чоудхури; 30 марта 1908, Вишакхапатнам — 9 марта 1994, Бангалор) — индийская актриса

, «первая леди индийского экрана». Во втором браке (с 1945 года) жена Святослава Рериха (1904—1993).

## Биография
Девика Чоудхури (Рани — артистический псевдоним) была правнучкой родной сестры Рабиндраната Тагора. Её отец, полковник М. Н. Чоудхури, был первым индийским начальником медицинского управления Мадраса (с 1996 Ченнай).
Училась в Лондоне в частной школе. Одновременно изучала различные искусства (музыка, театр, дизайн, архитектура). Уже в школе получила премию Королевской Академии драматического искусства. После окончания школы поступила по конкурсу на учёбу в Королевскую академию драматических искусств (RADA) и в Королевскую академию музыки. Окончила курсы прикладного искусства. Работала в Лондоне в художественной студии по росписи ткани.
Принимала участие в первой широковещательной телепередаче Би-би-си, вела первые коротковолновые радиопередачи Би-би-си на Индию. В 1926 году начала работать в кинематографе как художник-оформитель (фильм «Свет из Азии» о жизни Будды Шакьямуни).

Святослав Рерих
«Девика Рани Рерих». 1951. Государственный музей Востока

Первый муж (с 1929 по 1940) — Химаншу Рай (1892—1940), один из пионеров индийского кино. Именно Рай увидел в Рани актрису. После выхода фильма Карма (1933) Девика Рани стала звездой первой величины. Снималась на студиях Великобритании и Германии. После захвата нацистами власти в Германии супруги вернулись в Индию (тогда Британская Индия) и основали в 1934 году первую в стране звуковую киностудию Bombay Talkies. После смерти Рая Девика Рани как глава студии запустила в производство несколько фильмов, из которых наибольшим успехом пользовался Кисмет (1943). В 1945 году оставила кинематограф.
В 1944 году Девика Рани встретилась с художником Святославом Рерихом, младшим сыном Николая Рериха, когда в работе над одним из фильмов понадобились новые декорации, за которыми она обратилась к художнику. В 1945 году Святослав Рерих и Девика Рани поженились в долине Куллу. Во время свадьбы все 365 расположенных в долине храмов прислали своих представителей встречать девушку. Девика Рани не только стала соратницей своего мужа в изучении индийской культуры и фольклора, она была его музой.
Национальный лидер Индии и поэтесса Сароджини Найду, соратница Ганди, назвала Девику «магическим романтическим цветком».

## Награды
В 1958 году президент Индии присвоил Девике Рани награду Падма Шри, четвёртую из высших государственных наград страны. В 1970 году она первой была награждена Премией имени Дадасахеба Фальке — высшей наградой Индии за вклад в киноиндустрию.
Зарубежные награды — советская премия имени Дж. Неру (1989) и болгарская юбилейная медаль (1984).

## Мемориал Рерихов
В 1993 году, после смерти Святослава Рериха и за год до своей смерти, для сохранения и развития духовного и материального наследия семьи Рерихов в Индии, Девика Рани-Рерих основала Международный мемориальный трест Рерихов (ММТР). ММТР находится в селении Наггар в долине Куллу (штат Химачал-Прадеш, округ Куллу).
На территории ММТР, неподалёку от места кремации Николая Рериха, находится место кремации Девики Рани-Рерих. Именно здесь, под липами, привезёнными из Европы и посаженными в своё время самими Рерихами, на маленькой скамеечке больше всего любила отдыхать Девика Рани, и сюда же она завещала захоронить часть своего праха. На месте захоронения установлена простая каменная плита со знаком «Ом» и её именем.

## Фильмография

### Художник-оформитель
- «Свет из Азии», режиссёр Химаншу Рай

### Актриса
- «Судьба» или «Карма», режиссёр J. L. Freer-Hunt (1933)
- Jawani Ki Hawa, режиссёр Франц Остен (1935)
- Miya Bibi, режиссёр Франц Остен (1936)
- Mamta, режиссёр Франц Остен (1936)
- Jeevan Naya, режиссёр Франц Остен (1936)
- Janmabhoomi, режиссёр Франц Остен (1936)
- Achhut Kanya (Неприкасаемая) , режиссёр Франц Остен (1936)
- Savitri, режиссёр Франц Остен (1937)
- Jeevan Prabhat, режиссёр Франц Остен (1937)
- Izzat, режиссёр Франц Остен (1937)
- «Дурга», режиссёр Франц Остен (1939)
- Anjaan, режиссёр Амия Чакраборти (1941)
- Hamari Baat, режиссёр M.I. Dharamsey (1943)

### Продюсер
- Пунар Милан (1940)
- Джхула (1941)
- Ная Сансар (1941)
- Басант (1942)
- Кисмет (1943)